# Charlatte
Charlatte SA war ein französischer Hersteller von Automobilen.

## Unternehmensgeschichte
Das Unternehmen war das Nachfolgeunternehmen von Hrubon aus Guebwiller. Standort war an der Rue Paul Bert 17 in Migennes. 1984 oder 1985 begann die Produktion von Automobilen. Der Markenname lautete Charlatte. 1986 oder 1988 endete die Produktion.
Das Unternehmen stellte Kleinstwagen her, die wie eine Miniaturausgabe des Mini Moke aussahen. Für den Antrieb sorgten Motoren mit 50 cm³ Hubraum. Aufgrund des geringen Hubraums durften die Fahrzeuge in Frankreich ohne Fahrerlaubnis benutzt werden. Es standen auch Vierzylindermotoren mit 1000 cm³ Hubraum zur Verfügung.